# Долгое (Зеленогайский сельский совет)
Долгое (укр. Довге) — село, Зеленогайский сельский совет, Васильковский район, Днепропетровская область, Украина.
Код КОАТУУ — 1220785502. Население по переписи 2001 года составляло 43 человека.

## Географическое положение
Село Долгое находится на расстоянии в 1,5 км от сёл Зелёный Гай и Крутенькое.
По селу протекает пересыхающий ручей с запрудой. Приблизительно до 2014 года, в ставке была возможна рыбалка на мелкую рыбу.По данным Google Maps, по состоянию на 2022 год, ставок(ручей) практически полностью иссох.
Через село проходит автомобильная дорога Т-0427. На территории села имеется кладбище, а так же сельскохозяйственная свалка. Так же, в селе есть поля, но за которыми уже давно не ухаживали.